# Chi Piscium
Chi Piscium (84 Piscium) é uma estrela na direção da constelação de Pisces. Possui uma ascensão reta de 01h 11m 27.19s e uma declinação de +21° 02′ 04.8″. Sua magnitude aparente é igual a 4.66. Considerando sua distância de 439 anos-luz em relação à Terra, sua magnitude absoluta é igual a −0.99. Pertence à classe espectral K0III.